# 密叶决明
密叶决明（学名：Cassia multijuga）为豆科决明属下的一个种。

## 扩展阅读
- 維基物種上的相關：密叶决明